# ميلتون إل. كلاين
ميلتون إل. كلاين هو محامي وسياسي كندي، ولد في 21 فبراير 1910 في مونتريال في كندا، وتوفي بنفس المكان في 31 ديسمبر 2007. حزبياً، نشط في الحزب الليبرالي الكندي. وقد انتخب عضو مجلس العموم الكندي.